# Kailarsenia lineata
Kailarsenia lineata là một loài thực vật có hoa trong họ Thiến thảo. Loài này được (Craib) Tirveng. mô tả khoa học đầu tiên năm 1983.